# Самборово
Самборово (пол. Samborowo, нім. Königlich Bergfriede) — село в Польщі, у гміні Оструда Острудського повіту Вармінсько-Мазурського воєводства.
Населення — 1552 особи (2011).

## Демографія
Демографічна структура станом на 31 березня 2011 року:
|          | Загалом | Допрацездатний вік | Працездатний вік | Постпрацездатний вік |
| -------- | ------- | ------------------ | ---------------- | -------------------- |
| Чоловіки | 726     | 164                | 493              | 69                   |
| Жінки    | 826     | 178                | 486              | 162                  |
| Разом    | 1552    | 342                | 979              | 231                  |